# Козовский, Фердинанд
Фердинанд Тодоров Козовский (болг. Фердинанд Тодоров Козовски; 27 января 1892, Кнежа, Княжество Болгария, Османская империя — 12 сентября 1965, София, Народная Республика Болгария) — болгарский военный и государственный деятель, председатель Народного собрания Народной Республики Болгария (1950—1965), генерал-лейтенант.

## Биография
Окончил школу офицеров запаса. Член Болгарской рабочей социал-демократической партии (тесных социалистов) (1911). Принимал участие в Первой Балканской войне и Первой мировой войне.
Являлся одним из лидеров Сентябрьского восстания (1923) во Врачанской области. После поражения эмигрировал в СССР. Окончил Военную академию имени М. В. Фрунзе. Преподавал в Университете по делам национальных меньшинств. Участвовал в Гражданской войне в Испании (1936—1939).
Во время Второй мировой войны был главой советской пропаганды на радиостанции «Христо Ботев», которое осуществляло вещания для поддержки коммунистического движения в Болгарии.
В конце сентября 1944 г. был повышен до звания генерал-майора и был назначен помощником главнокомандующего болгарской армии — командующим помощниками командиров армии (политработников). В начале декабря 1944 г. после переворота 9 сентября 1944 г., приведшего к власти просоветские силы был назначен начальником Генерального политического отдела Болгарской армии в ранге заместителя министра обороны.
Входил в состав Народного суда, по решению которого были осуждены представители политической и военной элиты прежнего режима — регенты, министры, депутаты, руководители антикоммунистических организаций. На следующий день после приведения в исполнения смертных приговоров жители Софии заметили, что Козовский появился на публике в сапогах князя Преславского Кирилла, брата царя Бориса III.
Вскоре был переведен на дипломатическую работу:
1948—1949 гг. — посол в Венгрии,
1949—1950 гг. — посол в КНР.
В 1950—1965 гг. — председатель Народного Собрания Народной Республики Болгария.

## Награды
- орден Кутузова 2 степени (1945)